# Guarayos
Guarayos is een provincie in het noordwesten van het departement Santa Cruz in Bolivia. De provincie heeft een oppervlakte van 27.343 km² en heeft 48.301 inwoners (2012). De hoofdstad is Ascensión de Guarayos.
Guarayos is verdeeld in drie gemeenten:
- Ascención de Guarayos
- El Puente
- Urubichá

Andrés Ibáñez · 
Ángel Sandoval · 
Chiquitos · 
Cordillera · 
Florida · 
Germán Busch · 
Guarayos · 
Ichilo · 
Ignacio Warnes · 
José Miguel de Velasco · 
Manuel María Caballero · 
Ñuflo de Chávez · 
Obispo Santistevan · 
Sara · 
Vallegrande